# 千代田区立千代田小学校
千代田区立千代田小学校（ちよだくりつ ちよだしょうがっこう）は、東京都千代田区神田司町にある公立小学校。2022年（令和4年）9月1日現在の児童数は340人（13学級）。目の前に神田公園がある。併合前の（旧）永田町小学校に関しては千代田区立麹町小学校に記載。

## 概要
千代田区では他の区立小学校と異なる独自の特徴を有している。千代田区立小学校で唯一、麴町地域と神田地域の2地域を跨ぐ学区を設けた小学校であること。
さらに千代田小学校の大元を辿ると、現在の中央区で当時の東京市日本橋区に由来する学校を内包している点である。麴町と神田と日本橋の3地域の流れを汲んだ東京都心の小学校ということになる。
千代田小学校をはじめ千代田区立小学校は基本的に1993年の開校日から数えて周年式典を開催している。しかし千代田区立番町小学校だけは、千代田区立学校の中では唯一、廃校前の学校時代を含んだ年数で周年式典を行っていた時期もあり、番町小学校のみの特別優遇措置に対して千代田小学校を含めて他学区の住民から疑問視されている。前記の通り、廃校前の学校時代を含んだ年数で数えると、千代田小学校はもっとも古い歴史を持つ『第一大学区第一中学区第三番小学 桜池小学校』の開校日の1873年（明治6年）10月から数えて2023年で150周年を迎えたことになる。

## 沿革
- 1993年（平成5年）
  - 4月1日 - 学校設置条例の改正に伴い、千桜小学校、神田小学校と永田町小学校の一部学区が合併し、千代田小学校開校。校舎は、仮校舎として旧千桜小学校の校舎を使用。
  - 4月6日 - 開校式挙行。
  - 4月x日 - 第一回入学式挙行。
- 1994年（平成6年）
  - 2月26日 - 校歌・校旗制定式挙行し、記念祝賀会開催。
  - 3月 - 第一回卒業式挙行。
- 1995年（平成7年）12月6日 - 旧神田小跡に新校舎着工。
- 1996年（平成8年）1月 - 三味線教室が始まる。
- 1998年（平成10年）
  - 2月 - 旧校舎とのお別れ。
  - 3月15日 - 新校舎の落成を祝う会。
  - 4月x日 - 新校舎出発の会を開催。
  - 4月26日 - 校舎移転。
- 2001年（平成13年）
  - 4月26日 - 学校運営連絡会発足。
  - 11月 - 不審者侵入の避難訓練を初めて実施。
- 2002年（平成14年）6月 - 2002年ワールドカップ開会式で使用される折鶴を制作。代表児童が選手に渡す。
- 2008年（平成20年）9月 - 校庭の張りかえ工事を行う。
- 2012年（平成24年）7月 - 神田さくら館改修工事着工。
- 2023年（令和5年）1月 - 全教科 主体的・対話的で深い学びに関する研究協力校となる[3]。

## 学区
丸の内（1丁目～3丁目）・大手町1丁目（1～3番・5～9番）・大手町2丁目・内幸町（1丁目・2丁目）・有楽町（1丁目・2丁目）・日比谷公園・神田美土代町・内神田（1丁目～3丁目）・神田司町2丁目・神田多町2丁目・神田須田町1丁目（7番地・16番地・18番地・20番地・22番地・24番地・26番地・28番地・30番地・32番地・34番地）・神田須田町2丁目・鍛冶町（1丁目・2丁目）・神田鍛冶町3丁目・神田紺屋町・神田北乗物町・神田美倉町・神田富山町・岩本町1丁目（1番～6番）・岩本町2丁目（1丁目1～8番）・岩本町3丁目（1・2番）・神田岩本町・神田西福田町・神田東松下町・神田東紺屋町

## 小学校の児童数と教員数[5]
| 年度     | 児童総数 | 1年生 | 2年生 | 3年生 | 4年生 | 5年生 | 6年生 | 教員数 | 職員数 |
| -------- | -------- | ----- | ----- | ----- | ----- | ----- | ----- | ------ | ------ |
| 令和元年 | 264人    | 52人  | 37人  | 49人  | 41人  | 37人  | 48人  | 17人   | 3人    |
| 令和2年  | 262人    | 47人  | 49人  | 36人  | 50人  | 41人  | 39人  | 18人   | 1人    |
| 令和3年  | 284人    | 60人  | 46人  | 50人  | 35人  | 52人  | 41人  | 18人   | 1人    |
| 令和4年  | 304人    | 58人  | 59人  | 47人  | 50人  | 36人  | 54人  | 17人   | 1人    |
| 令和5年  | 308人    | 55人  | 58人  | 61人  | 47人  | 48人  | 39人  | 18人   | 1人    |

## 進学先中学校
- 千代田区では、中学校は通学区域を設けず、「学びたい学校・学ばせたい学校」を自由に選ぶことができる学校選択制を実施している。
- なお、本校学区に一番近い公立中学校は、千代田区立神田一橋中学校（一ツ橋2丁目6番14号）となる。

## アクセス
- JR東日本[6]神田駅北口または西口から徒歩4分（経路案内）
- 東京メトロ
  - 銀座線神田駅4番出口から徒歩5分
  - 丸ノ内線淡路町駅A2出口から徒歩4分（経路案内）
  - 千代田線新御茶ノ水駅B6出口から徒歩5分（経路案内）。
- 都営地下鉄新宿線小川町駅A3番出口から徒歩4分（経路案内）
- 都営バス「神田公園出張所前」バス停から徒歩1分（経路案内）。

## 周辺
- 千代田区立神田まちかど図書館 - 同一敷地内
- 千代田区立児童家庭支援センター - 同一敷地内
- 千代田区立千代田幼稚園 - 同一敷地内かつ、進学前幼稚園のひとつ。
- 神田公園 - 千代田区道をはさんで隣接
- 千代田区役所神田公園出張所 - 神田公園に隣接